# عرق سوس (شراب)
شراب العرقسوس، هو مشروب مصري تقليدي مصنوع من جذر عرق السوس، ويشتهر بنكهته الترابية المميزة والمُحلاة قليلاً. يحظى هذا المشروب المنعش بشعبية خاصة خلال شهر رمضان المبارك، حيث يُعتقد أنه يساعد في الحفاظ على ترطيب الجسم أثناء الصيام.

## التاريخ
استُخدم جذر العرقسوس في مصر منذ آلاف السنين، حيث تم تقديمه لحلاوته الطبيعية وخصائصه المبردة المزعومة. من المرجح أن التحضير المحدد للعرق سوس باعتباره مشروبًا شعبيًا قد تطور بمرور الوقت، متأثرًا بالثقافات المختلفة، ليصبح في النهاية جزءًا لا يتجزأ من التراث الطهوي المصري.
يعود تاريخ هذا المشروب إلى وقت كانت فيه مستخلصات عرق السوس ذات قيمة كبيرة لخصائصها في إرواء العطش، ويُعتقد أنه كان يتم استهلاكه بانتظام من قبل الجنود المصريين عبر التاريخ للترطيب.
كما تم استخدام العرقسوس طبياً في الحضارات القديمة مثل آشور والهند والصين. ومع ذلك، فإن طريقة تحضير العرقسوس في مصر تميزه عن غيره من الاستخدامات التقليدية للعرقسوس.

## التحضير
لتحضير عرق السوس، يتم غسل جذر عرق السوس المجفف جيدًا وخلطه مع صودا الخبز في وعاء. ويُضاف كمية صغيرة من الماء لترطيب الخليط، ثم يُترك لمدة 6-8 ساعات أو طوال الليل للسماح للنكهات بالتطور. بعد أن يُنقع، يوضع جذر عرق السوس المخفف في قدر مع الماء ويترك حتى يغلي على نار متوسطة. ثم يتم غلي الخليط على نار هادئة لمدة 20-30 دقيقة حتى يمتزج الماء مع عرق السوس. بعد ذلك، يتم تصفية السائل من خلال منخل شبكي ناعم أو قطعة قماش شاش لإزالة المواد الصلبة، ثم يتم تبريده بالكامل ووضعه في الثلاجة حتى يبرد. ويُقدم المشروب المُبرد مع الثلج.
لا يحظى العرقسوس بالشعبية فقط لمذاقه الفريد ولكن أيضًا لفوائده الصحية المُعتقدة. استُخدم جذر عرق السوس تقليديًا لخصائصه المهدئة ويعتقد أنه يساعد في عملية الهضم. ومع ذلك، فمن المستحسن استهلاك عرق السوس باعتدال، حيث أن الإفراط في تناوله يمكن أن يؤدي إلى آثار جانبية بسبب المكون النشط القوي فيه.